# Les Chansonniers d'Ottawa
Les Chansonniers d’Ottawa est un ensemble choral amateur spécialisé en musique francophone, actif principalement à Ottawa. Il se produit annuellement dans cette ville, avec quelques exceptions pour des tournées dans d’autres localités canadiennes francophones comme en Acadie, dans le nord de l'Ontario et la ville de Québec,.

## Historique
Les Chansonniers d’Ottawa ont été fondés en 1974 sous le nom des Chansonniers de Blackburn Hamlet. Ils ont changé de nom pour Les Chansonniers de Gloucester, puis pour Les Chansonniers d’Ottawa. Ils ont fêté leur 50 ans d'existence en présentant deux spectacles à guichets fermés au centre Shenkman d'Orléans en mai 2024.

## Direction
À ses débuts, Les Chansonniers d’Ottawa étaient dirigés par Gilles Julien, directeur fondateur. Depuis 2006, François Julien, fils de Gilles, en est devenu le directeur musical. Gilles Julien est encore actif en tant que directeur adjoint et metteur en scène. Le fils de François, Christian, partage la direction musicale.

## Répertoire
L'ensemble se spécialise en musique francophone folklorique et répertoire de chansonniers, avec des emprunts aux répertoires gospel et internationaux. Les spectacles annuels comportent habituellement plusieurs numéros avec des danses et des chorégraphies.

## Enregistrements
Les Chansonniers d’Ottawa ont enregistré plusieurs disques et CD :
- 2021 : Le monde est beau
- 2009 : Et c’est pas fini...
- 2005 : Nos coups de c(h)œur
- 2000 : Les Chansonniers en rappel
- 1996 : À la bonne franquette (co-production avec Radio-Canada)
- 1988 : De toutes les couleurs
- 1982 : Noël
- 1980 : Parlant de mon pays